# لغز إدوين درود
لغز إدوين درود (بالإنجليزية: The Mystery of Edwin Drood)‏ هي آخر روايات تشارلز ديكنز. لم تكتمل الرواية في زمن وفاة ديكنز (9 يونيو 1870) وظلت النهاية التي وضعها ديكنز مجهولة. رغم أن الرواية مسماة على شخصية إدوين درود، فإن القصة تركز على خاله قائد جوقة الكنيسة ومدمن الأفيون جون جاسبر، الذي يقع في حب تلميذته، روزا باد، والتي كانت خطيبة درود. كما جذبت الآنسة باد أيضا اهتمام نيفيل لاندليس، وهو رجل متحمس وحاد الطبع أتى من سيلان مع شقيقته التوأم، هيلينا. يتبادل درود ولاندليس مشاعر الكراهية مع بعضهما البعض. يختفي درود لاحقا في ظروف غامضة.
تدور أحداث القصة في مدينة كلويسترهام، وهي مبنية على مدينة روتشستر. على سبيل المثال، تعيش شخصية السيد كريسباركل في بيت الكنيسة في ماينور كانون كورنر، والتي تتطابق مع عنوان الحقيقي داخل حرم كاتدرائية روتشستر، وهو ماينور كانون رو.

## الملخّص
تبدأ الرواية بمغادرة جون جاسبر مكان تدخين الأفيون في لندن. يزور إدوين درود قائد الجوقة في كاتدرائية كلويسترهام جاسبر في الليلة التي تليها. يفضي إدوين إليه أنه مرتاب من خطبته لروزا باد. يزور إدوين روزا في اليوم التالي في بيت الراهبات الذي يشكّل المدرسة الداخلية التي تعيش فيها. يتشاجرون بِحُبْ بشكل متكرر عند زيارته لها. بينما يهتم جاسبر بسرداب الكاتدرائية، ويبحث عن شراكةٍ مع دردلز، الرجل الذي يعرف السرداب أكثر من أيّ شخص آخر.
يرسل نيفيل لاندليس وأخته التوأم هيلينا إلى كلويسترهام لأجل تعليمهم. يدرس نيفيل لاحقًا مع الكاهن الثانوي المبجّل السيد كريسباركل، وتعيش هيلينا مع روزا في بيت الراهبات. يفضي نيفيل للمبجل السيد كريسباركل أنه يكره زوج أمه القاسي، بينما تفضي روزا إلى هيلينا بغضها وخوفها من مدرسها للموسيقى جاسبر. يُسحر نيفيل بروزا على الفور، وكان غاضبًا بسبب خطوبتها السلسة من إدوين. يستفزه إدوين، وبدوره يظهر ردّات فعل ظاهرة، مما يعطي جاسبر الفرصة لنشر الإشاعات بخصوص صيت نيفيل لامتلاكه طبعًا عنيفًا. يحاول المبجّل السيد كريسباركل التوفيق بين إدوين ونيفيل، الذي يوافق على الاعتذار من إدوين في حال سامحه. من المقرر أن يتناولا العشاء معًا في ليلة الميلاد لهذا الغرض في منزل جاسبر.
يخبر السيد غروغس روزا وهو الوصي عليها أنّ والدها ترك لها ميراثًا كبيرًا. ويجبيها عند سؤالها إن كان هنالك غرامة في حال لم تتزوج إدوين أنه لن يكون هنالك أي غرامة عليها أو عليه. يعطي السيد غروغس في مكتبه في لندن إدوين خاتمًا كان قد أعطاه والد روزا لأمها، بشرط أن يعطي إدوين هذا الخاتم لروزا بمثابة علامة على التزامه النهائي معها أو أن يعيده إلى السيد غورغس. كان السيد بازارد وموظّف السيد غروغس شاهدين على الصفقة. يوافق إدوين وروزا في اليوم التالي على إنهاء الخطوبة بالتراضي.
يطلبان من السيد غروغس نقل الأنباء إلى جاسبر، وينوي إدوين إعادة الخاتم إلى السيد غروغس. بينما يصطحب دردلز جاسبر في سرداب الكاتدرائية. يشير دردلز أثناء الطريق إلى كومة من الكلس الحي. يُعطي جاسبر زجاجة من النبيذ لدردلز. النبيذ قوي جدًا، ما يؤدى بدردلز إلى فقدان وعيه تقريبًا. يحلم أثناء فقدانه للوعي أنّ جاسبر تركه في السرداب وذهب. يقابلون عند عودتهم صبيًا يُدعى ديبيتي، ويعتقد جاسبر أنه كان يتجسس عليهم، فيمسك الصبي من عنقه، ولكن يرى أن هذا الفعل من الممكن أن يخنقه، فيطلق سراحه.
يشتري نيفيل عكّازًا ثقيلًا ليلة الميلاد، يخطط لقضاء عطلة الميلاد متنزهًا في أنحاء الرّيف. يزور إدوين في هذه الأثناء صائغًا لإصلاح ساعة الجيب الخاصة به، القطع الوحيدة من الحُلي التي يرتديها هي الساعة والسلسلة ودبوّس القميص. يلتقي امرأة من مدمني الأفيون بالمصادفة في لندن. تسأل عن الاسم المسيحي لدرود فيجيبها، إنه «إدوين». تقول بأنه محظوظ لأنّ اسمه ليس «نيد»، لأنّ نيد في خطر كبير. لا يفكر في شيء من هذا، لأنّ الشخص الوحيد الذي يدعوه «نيد» هو جاسبر. يشتري جاسبر في هذه الأثناء لنفسه وشاحًا أسودًا من الحرير المتين، وهو الشيء الذي لم يُذكر مجددًا في مسار الرواية. ينجح عشاء المصالحة، ويغادر درود ونيفيل لاندليس سويةً في منتصف الليل ذاهبان إلى النهر لمشاهدة عاصفة الرياح، التي احتدمت في تلك الليلة.
يُفقد إدوين في الصباح التالي وينشر جاسبر أخبارًا تتهم نيفيل بقتله. يغادر نيفيل باكرًا في الصباح التالي في نزهته، لكن يلحق السكان به ويعيدوه إلى المدينة. يبقي المبجّل السيد كريسباركل نيفيل خارج السجن بكفالته: ويقول أنه سيحضره في أي وقت عندما تدعي الحاجة. في تلك الليلة التي يغمر فيها جاسبر الحزن الشديد، يبدي ردة فعل أكبر عندما يخبره السيد غروغس فسخ خطوبة إدوين وروزا من ردة فعله لدى سماع الأخبار التي تُفيد باحتمالية موت إدوين.. يذهب المبجّل السيد كريسباركل في الصباح التالي إلى هدّار النهر، ويجد ساعة إدوين، وسلسلته، ودبوس قميصه.
بعد نصف عام، يعيش نيفيل في لندن بالقرب من مكتب السيد غروغس. يقدّم السيد تارتار نفسه، ويعرض فكرة أن يتشارك حديقته مع لاندليس. تقع غرفة السيد تارتار بالقرب من الفناء الخلفي لنيفيل والمُشترك بينهما. يصل شخص غريب يدعو نفسه ديك داتري إلى كلويسترهام. يستأجر غرفةً أسفل جاسبر ويراقب القادم والخارج في المنطقة. يسأل السيد داتري ديبيتي عن الاتجاهات في طريقه لبيته أوّل مرة. لن يذهب ديبيتي إلى قرب هذه المنطقة خوفًا من أن يخنقه جاسبر ثانيةً. يزور جاسبر روزا في بيت الراهبات ويصارحها بحبه. ترفضه لكنه يُصر. يقول لها أنه سيدمر نيفيل شقيق صديقتها العزيزة هيلينا إن لم تعطه أملًا. تذهب روزا إلى السيد غروغس في لندن بسبب خوفها من جاسبر.
يتبع المبجّل السيد كريسباركل روزا إلى لندن. يناديه السيد تارتار أثناء وجوده مع السيد غروغس وروزا ويسأله إن كان قد تذكره. المبجّل كريسباركل لا يتذكره، إذ كان الشخص الذي أنقذه قبل سنوات من الغرق. لم يجرؤ السيد غروغس والسيد كريسباركل على السماح لروزا بالتواصل المباشر مع نيفيل وهيلينا، خوفًا من أن يشاهد جاسبر نيفيل، لكن يسمح السيد تارتار لروزا بزيارة غرفته التي تقع فوق الفناء الخلفي للاتصال بهيلينا. ينظم السيد غروغس ترتيبات استئجار منزل لروزا من السيدة بيلكن، وستعيش معها الآنسة توينكلتون، ستتمكن بهذا الشكل من العيش حياة محترمة.
يزور جاسبر وكر الأفيون في لندن مرة أخرى لأوّل مرة بعد اختفاء إدوين. عند وصوله بحلول الفجر، تتبعه المرأة التي تدير وكر الأفيون. تعد نفسها أنها لن تفقد أثره مجددًا كما حدث في زيارته الأخيرة. تتبعه هذه المرة على طول الطريق إلى منزله في كلويسترهام، وتلتقي بالسيد داتري في الخارج، ويخبرها باسم جاسبر، وأنه سيغني في اليوم التالي في قدّاس الكاتدرائية. يعرف داتري أنّ اسمها «الأميرة بافر» بعد الاستفسار منها. تحضر القداس في اليوم التالي وتضع قبضتيها على جاسبر من وراء العمود.
تترك وفاة ديكنز بقية القصة مجهولة. وحسب صديقه وكاتب سيرة حياته جون فورستر، بعد أن كتب له ديكنز خطابين مختصرين فيما يتعلق بالحبكة (ولكن ليس بالقاتل)، زوّده بالخطوط العريضة للحبكة الكاملة.